# Skuttunge landskommun
Skuttunge landskommun var en tidigare kommun i Uppsala län. 

## Administrativ historik
Kommunen inrättades i Skuttunge socken i Bälinge härad i Uppland när 1862 års kommunalförordningar trädde i kraft 1863. 
Vid kommunreformen 1952 gick den upp i Bälinge landskommun, som 1971 uppgick i Uppsala kommun. 

## Politik

### Mandatfördelning i Skuttunge landskommun 1938-1946
| 8 | 12 |

| 20 |

| 20 |

| 20 |

| 20 |

| 18 |